# Askim (Norvège)
Pour les articles homonymes, voir Askim.
Askim est une ville d'Indre Østfold et une ancienne kommune norvégienne située dans le comté d'Østfold. 

## Description
L'ancienne kommune d'Askim comptait 15 865 habitants au 1er janvier 2019 et a fusionné avec Eidsberg, Hobøl, Spydeberg et Trøgstad pour former la municipalité d'Indre Østfold le 1er janvier 2020.